# Правильный многогранник

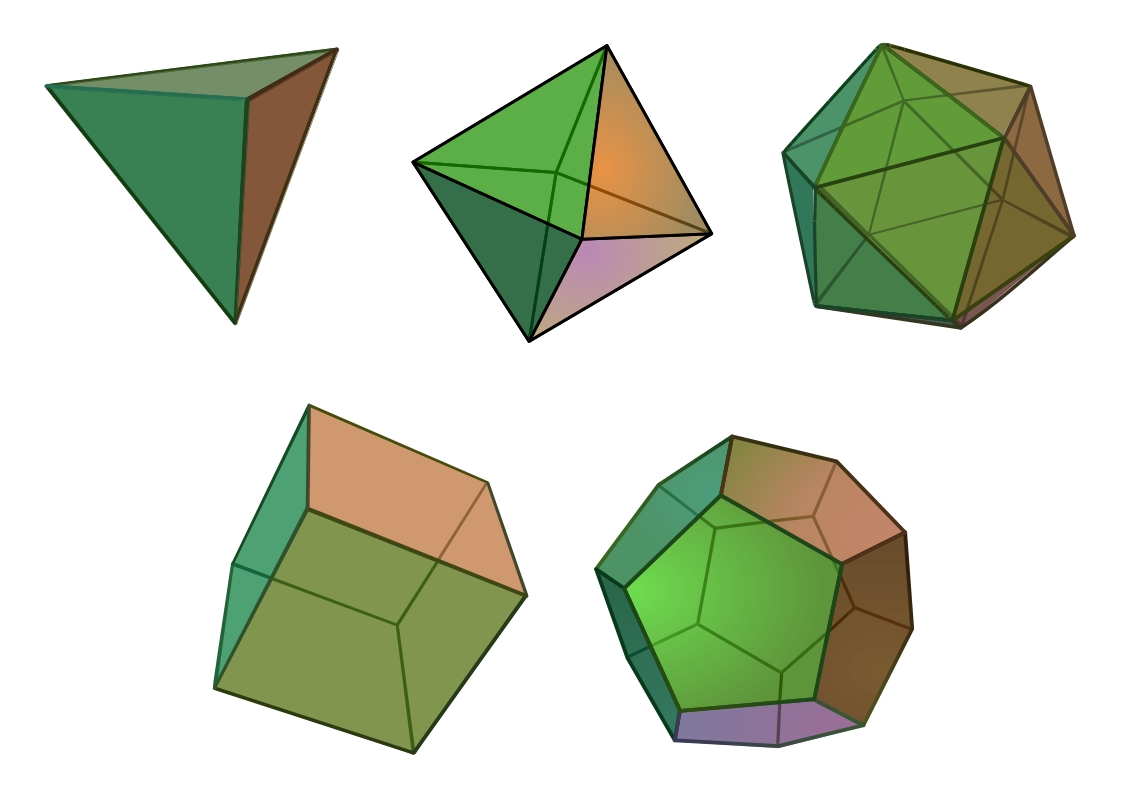
Платоновы тела

Правильный многогранник или плато́ново тело — это выпуклый многогранник, грани которого являются равными правильными многоугольниками, обладающий пространственной симметрией следующего типа: все многогранные углы при его вершинах правильные и равны друг другу (правильность углов означает, что у каждого многогранного угла равны все их линейные углы и все двугранные углы).
Альтернативные варианты определения изложены ниже.
Помимо 5 правильных выпуклых многогранников существуют 4 правильных звёздчатых многогранника.

## Список правильных многогранников
В трёхмерном евклидовом пространстве существует всего пять правильных многогранников (упорядочены по числу граней):
| Изображение | Правильный многогранник | Число вершин | Число рёбер | Число граней | Число сторон у грани | Число рёбер, примыкающих к вершине | Тип пространственной симметрии |
| ----------- | ----------------------- | ------------ | ----------- | ------------ | -------------------- | ---------------------------------- | ------------------------------ |
|             | Тетраэдр                | 4            | 6           | 4            | 3                    | 3                                  | Td                             |
|             | Гексаэдр                | 8            | 12          | 6            | 4                    | 3                                  | Oh                             |
|             | Октаэдр                 | 6            | 12          | 8            | 3                    | 4                                  | Oh                             |
|             | Додекаэдр               | 20           | 30          | 12           | 5                    | 3                                  | Ih                             |
|             | Икосаэдр                | 12           | 30          | 20           | 3                    | 5                                  | Ih                             |

Название каждого многогранника происходит от греческого наименования количества его граней и слова «грань».

## История
Правильные многогранники известны с древнейших времён.
Их орнаментные модели можно найти на резных каменных шарах, созданных в период позднего неолита, в Шотландии, как минимум за 1000 лет до Платона.
В костях, которыми люди играли на заре цивилизации, уже угадываются формы правильных многогранников.
В значительной мере правильные многогранники были изучены древнегреческими математиками. Некоторые источники (такие как Прокл Диадох) приписывают честь их открытия Пифагору. Другие утверждают, что ему были знакомы только тетраэдр, куб и додекаэдр, а честь открытия октаэдра и икосаэдра принадлежит Теэтету Афинскому, современнику Платона. В любом случае, Теэтет первым дал математическое описание всем пяти правильным многогранникам и первое известное доказательство того, что их ровно пять.
Правильные многогранники характерны для философии Платона, в честь которого и получили название «платоновы тела».
Платон писал о них в своём трактате Тимей (360 год до н. э.), где сопоставил каждую из четырёх стихий (землю, воздух, воду и огонь) определённому правильному многограннику. Огню соответствовал тетраэдр, земле — гексаэдр, воздуху — октаэдр, воде — икосаэдр.
Данные сопоставления пояснялись следующими ассоциациями: жар огня ощущается чётко и остро, как пирамидки-тетраэдры;
мельчайшие компоненты воздуха октаэдры настолько гладкие, что их с трудом можно почувствовать; вода выливается, если её взять в руку, как будто она сделана из множества маленьких шариков, к которым ближе всего икосаэдры;
в противоположность воде, совершенно непохожие на шар кубики-гексаэдры составляют землю, которые являются причиной того, что земля рассыпается в руках, в противоположность плавному току воды.
По поводу пятого элемента, додекаэдра, Платон сделал смутное замечание: «…его бог определил для Вселенной и прибегнул к нему в качестве образца».
Аристотель добавил пятый элемент — эфир — и постулировал, что небеса состоят из этого элемента, но он не сопоставлял его платоновскому пятому элементу.
Евклид дал полное математическое описание правильных многогранников в последней, XIII книге Начал.
Предложения 13—17 этой книги описывают структуру тетраэдра, октаэдра, куба, икосаэдра и додекаэдра в данном порядке.
Для каждого многогранника Евклид нашёл отношение диаметра описанной сферы к длине ребра.
В 18-м предложении утверждается, что не существует других правильных многогранников.
Математик из Базельского университета Андреас Шпейзер отстаивал точку зрения, что построение пяти правильных многогранников является главной целью дедуктивной системы геометрии в том виде, как та была создана греками и канонизирована в «Началах» Евклида.
Большое количество информации XIII книги «Начал», возможно, взято из трудов Теэтета.

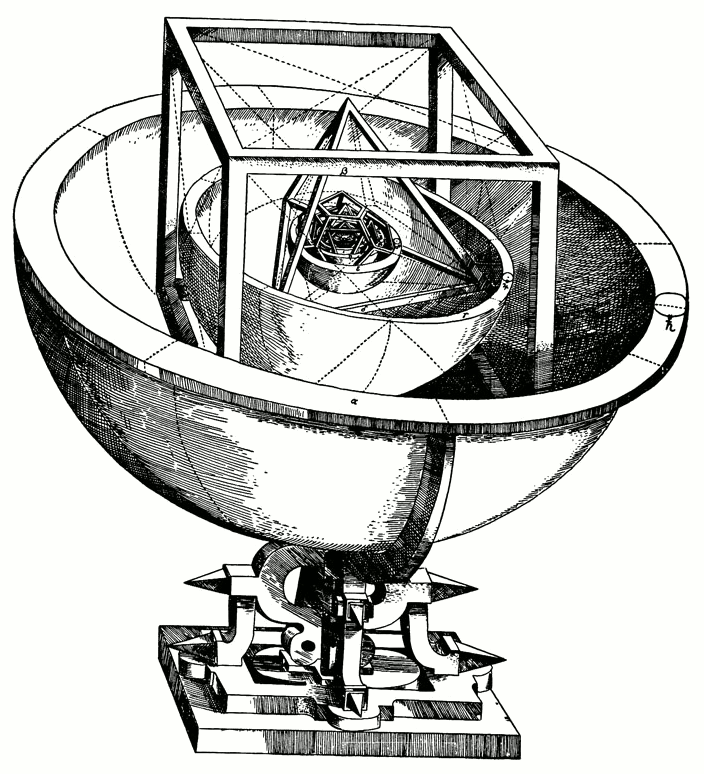
«Кубок Кеплера»: модель Солнечной системы из пяти платоновых тел (иллюстрация из книги «Тайна мироздания»

В XVI веке немецкий астроном Иоганн Кеплер пытался найти связь между пятью известными на тот момент планетами Солнечной системы (исключая Землю) и правильными многогранниками.
В книге «Тайна мироздания», опубликованной в 1596 году, Кеплер изложил свою модель Солнечной системы, в которой Земля была поставлена в один ряд с другими планетами. В ней пять правильных многогранников сопоставлялись уже не с планетами, а с расстояниями между ними — многогранники помещались один в другой и разделялись серией вписанных и описанных сфер. Каждая из шести сфер соответствовала одной из планет (Меркурию, Венере, Земле, Марсу, Юпитеру и Сатурну).
Многогранники были расположены в следующем порядке (от внутреннего к внешнему): октаэдр, за ним икосаэдр, додекаэдр, тетраэдр и, наконец, куб.
Таким образом, структура Солнечной системы и отношения расстояний между планетами определялись правильными многогранниками.
Позже от оригинальной геометрической идеи Кеплеру пришлось отказаться, но результатом его поисков закономерностей в движении планет стало открытие двух законов орбитальной динамики — законов Кеплера, — изменивших курс физики и астрономии, а также правильных звёздчатых многогранников (тел Кеплера — Пуансо).

## Комбинаторные свойства
- Эйлером была выведена формула, связывающая число вершин (В), граней (Г) и рёбер (Р) любого выпуклого многогранника простым соотношением:
В + Г = Р + 2.

- Отношение количества вершин правильного многогранника к количеству рёбер одной его грани равно отношению количества граней этого же многогранника к количеству рёбер, выходящих из одной его вершины. У тетраэдра это отношение равно 4:3, у гексаэдра и октаэдра — 2:1, а у додекаэдра и икосаэдра — 4:1.

- Правильный многогранник может быть комбинаторно описан символом Шлефли {p, q}, где:
p — число рёбер в каждой грани;
q — число рёбер, сходящихся в каждой вершине.

Символы Шлефли для правильных многогранников приведены в следующей таблице:
| Многогранник   | Многогранник   | Вершины | Рёбра | Грани | Символ Шлефли |
| -------------- | -------------- | ------- | ----- | ----- | ------------- |
| тетраэдр       | Тетраэдр       | 4       | 6     | 4     | {3, 3}        |
| гексаэдр (куб) | Гексаэдр (куб) | 8       | 12    | 6     | {4, 3}        |
| октаэдр        | Октаэдр        | 6       | 12    | 8     | {3, 4}        |
| додекаэдр      | Додекаэдр      | 20      | 30    | 12    | {5, 3}        |
| икосаэдр       | Икосаэдр       | 12      | 30    | 20    | {3, 5}        |
- Другой комбинаторной характеристикой многогранника, которую можно выразить через числа p и q, является общее количество вершин (В), рёбер (Р) и граней (Г). Поскольку любое ребро соединяет две вершины и лежит между двумя гранями, выполняются соотношения:
{\displaystyle p\Gamma =2{\mbox{P}}=q{\mbox{B}}.}

Из этих соотношений и формулы Эйлера можно получить следующие выражения для В, Р и Г:
{\displaystyle {\mbox{B}}={\frac {4p}{4-(p-2)(q-2)}},\quad {\mbox{P}}={\frac {2pq}{4-(p-2)(q-2)}},\quad \Gamma ={\frac {4q}{4-(p-2)(q-2)}}.}

## Геометрические свойства

### Углы
С каждым правильным многогранником связаны определённые углы, характеризующие его свойства. Двугранный угол между смежными гранями правильного многогранника {p, q} задаётся формулой:
{\displaystyle \sin {\theta  \over 2}={\frac {\cos(\pi /q)}{\sin(\pi /p)}}.}
Иногда удобнее пользоваться выражением через тангенс:
{\displaystyle \operatorname {tg} \,{\frac {\theta }{2}}={\frac {\cos(\pi /q)}{\sin(\pi /h)}},}
где {\displaystyle h} принимает значения 4, 6, 6, 10 и 10 для тетраэдра, куба, октаэдра, додекаэдра и икосаэдра соответственно.
Угловой дефект при вершине многогранника — это разность между 2π и суммой углов между рёбрами каждой грани при этой вершине.
Дефект {\displaystyle \delta } при любой вершине правильного многогранника:
{\displaystyle \delta =2\pi -q\pi \left(1-{2 \over p}\right).}
По теореме Декарта, он равен {\displaystyle 4\pi } делённым на число вершин (то есть суммарный дефект при всех вершинах равен {\displaystyle 4\pi }).
Трёхмерным аналогом плоского угла является телесный угол. Телесный угол Ω при вершине правильного многогранника выражается через двугранный угол между смежными гранями этого многогранника по формуле:
{\displaystyle \Omega =q\theta -(q-2)\pi .}
Телесный угол, стягиваемый гранью правильного многогранника, с вершиной в центре этого многогранника, равен телесному углу полной сферы ({\displaystyle 4\pi } стерадиан), делённому на число граней. Он также равен угловому дефекту дуального к данному многогранника.
Различные углы правильных многогранников приведены в следующей таблице. Числовые значения телесных углов даны в стерадианах.
Константа {\displaystyle \varphi ={\tfrac {1+{\sqrt {5}}}{2}}} — золотое сечение.
| Многогранник | Двугранный угол θ | {\displaystyle \operatorname {tg} {\frac {\theta }{2}}} | Плоский угол между рёбрами при вершине | Угловой дефект (δ)              | Телесный угол при вершине (Ω)                                           | Телесный угол при вершине (Ω)    | Телесный угол, стягиваемый гранью |
| ------------ | ----------------- | ------------------------------------------------------- | -------------------------------------- | ------------------------------- | ----------------------------------------------------------------------- | -------------------------------- | --------------------------------- |
| тетраэдр     | 70.53°            | {\displaystyle 1 \over {\sqrt {2}}}                     | 60°                                    | {\displaystyle \pi }            | {\displaystyle \arccos \left({\frac {23}{27}}\right)}                   | {\displaystyle \approx 0.551286} | {\displaystyle \pi }              |
| куб          | 90°               | 1                                                       | 90°                                    | {\displaystyle \pi \over 2}     | {\displaystyle {\frac {\pi }{2}}}                                       | {\displaystyle \approx 1.57080}  | {\displaystyle 2\pi \over 3}      |
| октаэдр      | 109.47°           | √2                                                      | 60°, 90°                               | {\displaystyle {2\pi } \over 3} | {\displaystyle 4\arcsin \left({1 \over 3}\right)}                       | {\displaystyle \approx 1.35935}  | {\displaystyle \pi \over 2}       |
| додекаэдр    | 116.57°           | {\displaystyle \varphi }                                | 108°                                   | {\displaystyle \pi \over 5}     | {\displaystyle \pi -\operatorname {arctg} \left({\frac {2}{11}}\right)} | {\displaystyle \approx 2.96174}  | {\displaystyle \pi \over 3}       |
| икосаэдр     | 138.19°           | {\displaystyle \varphi ^{2}}                            | 60°, 108°                              | {\displaystyle \pi \over 3}     | {\displaystyle 2\pi -5\arcsin \left({2 \over 3}\right)}                 | {\displaystyle \approx 2.63455}  | {\displaystyle \pi \over 5}       |

### Радиусы, площади и объёмы
С каждым правильным многогранником связаны три концентрические сферы:
- Описанная сфера, проходящая через вершины многогранника;
- Срединная сфера, касающаяся каждого его ребра в середине;
- Вписанная сфера, касающаяся каждой его грани в её центре.

Радиусы описанной ({\displaystyle R}) и вписанной ({\displaystyle r}) сфер задаются формулами:
{\displaystyle R={a \over 2}\cdot \operatorname {tg} {\frac {\pi }{q}}\cdot \operatorname {tg} {\frac {\theta }{2}}}
{\displaystyle r={a \over 2}\cdot \operatorname {ctg} {\frac {\pi }{p}}\cdot \operatorname {tg} {\frac {\theta }{2}},}
где θ — двугранный угол между смежными гранями многогранника. Радиус срединной сферы задаётся формулой:
{\displaystyle \rho ={\frac {a\cos(\pi /p)}{2\sin(\pi /h)}},}
где h — величина описанная выше, при определении двугранных углов (h = 4, 6, 6, 10 или 10). Отношения описанных радиусов к вписанным радиусам симметрично относительно p и q:
{\displaystyle {R \over r}=\operatorname {tg} {\frac {\pi }{p}}\cdot \operatorname {tg} {\frac {\pi }{q}}.}
Площадь поверхности S правильного многогранника {p, q} вычисляется, как площадь правильного p-угольника, умноженная на число граней Г:
{\displaystyle S=\left({a \over 2}\right)^{2}\Gamma p\,\operatorname {ctg} {\frac {\pi }{p}}.}
Объём правильного многогранника вычисляется, как умноженный на число граней объём правильной пирамиды, основанием которой служит правильный p-угольник, а высотой — радиус вписанной сферы r:
{\displaystyle V={1 \over 3}rS.}
Приведённая таблица содержит список различных радиусов, площадей поверхностей и объёмов правильных многогранников. Значение длины ребра a в таблице приравнены к 2.
| Многогранник (a = 2) | Радиус вписанной сферы (r)                        | Радиус срединной сферы (ρ)          | Радиус описанной сферы (R)            | Площадь поверхности (S)                    | Объём (V)                                          |
| -------------------- | ------------------------------------------------- | ----------------------------------- | ------------------------------------- | ------------------------------------------ | -------------------------------------------------- |
| тетраэдр             | {\displaystyle 1 \over {\sqrt {6}}}               | {\displaystyle 1 \over {\sqrt {2}}} | {\displaystyle {\sqrt {3 \over 2}}}   | {\displaystyle 4{\sqrt {3}}}               | {\displaystyle {\frac {2{\sqrt {2}}}{3}}}          |
| куб                  | {\displaystyle 1}                                 | {\displaystyle {\sqrt {2}}}         | {\displaystyle {\sqrt {3}}}           | {\displaystyle 24}                         | {\displaystyle 8}                                  |
| октаэдр              | {\displaystyle {\sqrt {2 \over 3}}}               | {\displaystyle 1}                   | {\displaystyle {\sqrt {2}}}           | {\displaystyle 8{\sqrt {3}}}               | {\displaystyle {\frac {8{\sqrt {2}}}{3}}}          |
| додекаэдр            | {\displaystyle {\frac {\varphi ^{2}}{\xi }}}      | {\displaystyle \varphi ^{2}}        | {\displaystyle {\sqrt {3}}\,\varphi } | {\displaystyle 60{\frac {\varphi }{\xi }}} | {\displaystyle 20{\frac {\varphi ^{3}}{\xi ^{2}}}} |
| икосаэдр             | {\displaystyle {\frac {\varphi ^{2}}{\sqrt {3}}}} | {\displaystyle \varphi }            | {\displaystyle \xi \varphi }          | {\displaystyle 20{\sqrt {3}}}              | {\displaystyle {\frac {20\varphi ^{2}}{3}}}        |

Константы φ и ξ задаются выражениями
{\displaystyle \varphi =2\cos {\pi  \over 5}={\frac {1+{\sqrt {5}}}{2}}\qquad \xi =2\sin {\pi  \over 5}={\sqrt {\frac {5-{\sqrt {5}}}{2}}}=5^{1/4}\varphi ^{-1/2}={\sqrt {3-\varphi }}.}
Среди правильных многогранников как додекаэдр, так и икосаэдр представляют собой лучшее приближение к сфере. Икосаэдр имеет наибольшее число граней, наибольший двугранный угол и плотнее всего прижимается к своей вписанной сфере. С другой стороны, додекаэдр имеет наименьший угловой дефект, наибольший телесный угол при вершине и максимально заполняет свою описанную сферу.

## Варианты определения
В геометрии «правильность» фигур понимают как в смысле равенства всех её однородных элементов, так и в смысле максимальной симметричности фигуры среди всех аналогичных. Так, правильный многоугольник имеет равные стороны и равные углы, правильный многогранный угол — равные грани (то есть плоские углы) и равные двугранные углы. С другой стороны, {\displaystyle n}-угольник, который имеет максимально возможное число осей симметрии (равное {\displaystyle n}) является правильным и в первом смысле.

### Определения через равенство элементов
В случае правильного выпуклого многогранника естественно потребовать равенства друг другу всех его рёбер, углов его граней (плоских углов) и двугранных углов между гранями. Равенство рёбер и углов граней равносильно тому, что все грани являются равными правильными многоугольниками. И большинство встречающихся в литературе определений содержат именно это условие в качестве своей первой части.
Равенство плоских и двугранных равносильно тому, что правильными и равными являются многогранные углы при всех вершинах. Это условие составляет вторую часть определения, приведённого выше. Однако многие авторы заменяют это условие на одно из более слабых, которое также является достаточными для того, чтобы многогранник с равными правильными гранями был правильным:
- в каждой вершине многогранника сходится одинаковое число рёбер (учебник Л. С. Атанасяна[9], учебник А. В. Погорелова➤, справочник В. А. Гусева и А. Г. Мордковича[10]);
- в каждой вершине многогранника сходится одинаковое число граней (учебник Смирновых[11]);
- все двугранные углы многогранника равны между собой (учебник А. Д. Александрова[7], «Элементарная геометрия» Ж. Адамара[2]).

Выбор одного из первых двух вариантов в большинстве российских школьных учебников связан с тем, что изучение правильных многогранников в школе носит ознакомительный характер.
В учебнике А. В. Погорелова более слабым заменено и первое условие: вместо равенства правильных многоугольников требуется лишь равное число сторон у них.

### Определение через симметрию
Правильные многогранники могут быть определены как самые симметричные из всех многогранников в следующем смысле. Пусть выбраны произвольная грань {\displaystyle \alpha } многогранника, произвольная сторона этой грани {\displaystyle a} (ребро) и любой из концов этой стороны {\displaystyle A} (вершина). Тогда если отметить на том же многограннике любой аналогичный набор из грани {\displaystyle \alpha _{1}}, ребра {\displaystyle a_{1}} и вершины {\displaystyle A_{1}}, то существует самосовмещающее движение многогранника, которое переводит {\displaystyle \alpha } в {\displaystyle \alpha _{1}}, {\displaystyle a} в {\displaystyle a_{1}} и {\displaystyle A} в {\displaystyle A_{1}}. Можно доказать, что это определение задаёт тот же самый класс правильных многогранников, то есть оно равносильно определениям, приведённым выше.

## В больших размерностях
В четырёхмерном пространстве существует шесть правильных многогранников (многоячейников):
| Пятиячейник | Тессеракт | Шестнадцатиячейник | Двадцатичетырёхъячейник | Стодвадцатиячейник | Шестисотячейник |

В пространствах более высоких размерностей ({\displaystyle n>4)} существуют по три правильных многогранника (политопа):
- n-мерный правильный симплекс
- n-мерный гиперкуб
- n-мерный гипероктаэдр